# 명수
명수(名數)는 단위를 붙여 표시한 수를 말한다. 예를 들어 “5 킬로그램”은 킬로그램이라는 질량의 단위가 붙은 명수이다. 반대로 단위가 붙지 않은 수를 무명수(無名數)라고 한다.
이때 단위는 널리 인정되는 킬로그램과 같은 단위뿐만 아니라, 단순히 어떤 대상을 헤아리는 데 쓰이는 낱말이면 족하다. 이른바 삼강오륜에서 삼강과 오륜은 각각 3과 5를 포함한 명수이다.

## 같이 보기
- 측정 단위